# جبنة في المصيدة (مسلسل)
جبنة في المصيدة (بالكورية: 치즈인더트랩) هو مسلسل كوري جنوبي تعتمد قصته على ويبتون بنفس الأسم، والتي نشرت بشكل متسلسل على موقع نيفر ابتداءاً من 2010 حتى الآن. الممثلون بارك هاي جين وكيم غو أون وسيو كانغ جون. وقد تم بث الدراما على قناة الكابل tvN ابتداءاً من تاريخ 4 يناير 2016.

## القصة
تتحدث الدراما عن علاقة بين الطالبة الجامعية “هونج سيول” والسنباي خاصتها “يو جونج”. “هونج سيول” طالبة مجتهدة والتي قد عادت للجامعة بعد استراحة طويلة، وقد كانت تعمل بعمل جزئي بسبب خلفية عائلتها الفقيرة. بينما “يو جونج” هو سنباي بالجامعة معروف بالسيد المثالي، وسيم ويحصل علي درجات عالية ورياضي ولديه شخصية طيبة إلا أنه يملك جانب مظلم.الدراما مقتبسة من ويب تون بنفس الاسم للكاتب “Soon Ggi” والتي نشرت عبر “Naver Online” من 7 يوليو 2010.

## الممثلون

### الشخصيات الرئيسية
- بارك هاي جين بدور يوو جونغ
- كيم غو أون بدور هونغ سيول
- سيو كانغ جون بدور بيك ان هو

### الشخصيات الثانوية
- لي سونغ كيونغ بدور بيك ان ها
- بارك مين جي بدور جانغ بو را
- نام جوو هيوك بدور كون ايون تايوك
- كيم هي شان بدور هونغ جون
- يوون أي جوو بدور كانغ اه يونغ
- جي يوون هو بدور أوه يونغ قون

## روابط خارجية
- جبنة في المصعد على موقع IMDb (الإنجليزية)
- جبنة في المصعد على موقع نتفليكس (الإنجليزية)
- جبنة في المصعد على موقع فيلمافينيتي (الإسبانية)
- جبنة في المصعد على موقع كينوبويسك (الروسية)
- جبنة في المصعد على موقع قاعدة بيانات الفيلم (الإنجليزية)